# Time to Pretend EP
Time to Pretend es el segundo EP de la banda de rock MGMT. Fue lanzado el 30 de agosto de 2005 por la compañía Cantora Records. Nuevas versiones de las canciones Time to Pretend y Kids fueron puestas en el álbum Oracular Spectacular. 

## Lista de canciones
Todas las canciones escritas y compuestas por Andrew VanWyngarden y Ben Goldwasser. 
| N.º   | Título                | Duración |  |
| 1.    | «Time to Pretend»     | 4:29     |  |
| 2.    | «Boogie Down»         | 3:33     |  |
| 3.    | «Destrokk»            | 3:45     |  |
| 4.    | «Love Always Remains» | 5:38     |  |
| 5.    | «Indie Rokkers»       | 4:24     |  |
| 6.    | «Kids»                | 5:28     |  |
| 27:18 |                       |          |  |

- Datos: Q778220